# 군산화물역
군산화물역(Gunsanhwamul station, 群山貨物驛)은 전라북도 군산시에 있었던 군산화물선의 철도역이었다. 본래 군산시의 중심 역으로서 오랫동안 여객 기능을 수행했으나 현재는 모든 업무가 중지된 상태이다. 원래 옥구선으로 운행하는 열차가 진행방향을 바꾸는 역이었으나, 군산항선이 개통함에 따라 폐선되었다.

## 역명 유래
본래 군산이라 했으나 장항선-군산선 직결에 따라 군산역이 내흥동으로 옮겨지면서 기존의 군산역을 군산화물역으로 개칭했다.

## 연혁
- 1912년 3월 6일 : 군산역(群山驛)으로 보통역으로 영업 개시[1]
- 1950년 7월 1일 : 한국전쟁으로 군산역사 소실
- 1960년 10월 5일 : 역사 신축 준공
- 1971년 9월 10일 : 민수용무연탄 도착취급역 지정[2]
- 1982년 5월 1일 : 옥구역을 무배치간이역으로 격하와 동시에 군산역에서 관리지정
- 1996년 5월 15일 : 비둘기호를 통근형 통일호로 승격
- 2006년 5월 1일 : 소화물취급 중지
- 2008년 1월 1일 : 군산화물역(群山貨物驛)으로 개칭, 여객열차 업무를 신군산역[3]으로 이전하면서 여객취급 중지
- 2008년 11월 1일 : 화물취급 중지[4]
- 2010년 11월 27일 : 역사 폐쇄
- 2010년 12월 11일 : 구군산역 도로망 확보시설및 이전함
- 2011년 4월 1일 : 옥구선 화물취급 재개
- 2015년 2월 6일 : 현재 역사 철거되고 그 위에 도로 뚫림
- 2020년 11월 24일 : 옥구선 역 목록에서 삭제[5]
- 2022년 3월 6일 : 군산화물선 폐선으로 폐역

## 전용선
- 페이퍼코리아선

군산화물역에서 페이퍼코리아(구 세풍제지) 공장까지를 잇는 약 2km의 전용선으로 정식 명칭은 '페이퍼선'이다. 경암동 주택가를 지나가는 부분이 선로와 주변 주택이 대단히 가까이 붙어 있어 사진 촬영지로 인기를 모으기도 했다. 2008년 6월까지 열차가 운행했으며, 폐지된 후에도 경암동 철길마을로 사람들의 관심을 끌고 있으며 영화 남자가 사랑할때에 나오기도 하였다.